# Plateau d'artistes
Un plateau d'artistes est une scène dans un café-théâtre, un comedy club ou une salle de concert, où un ensemble d'artistes se relayent. Il peut s'agir d'un plateau de musiciens ou d'humoristes. Ces derniers sont préalablement systématiquement sélectionnés par l'organisateur, contrairement à la scène ouverte, qui accueille tout volontaire, y compris les amateurs ne s'étant antérieurement jamais produits en public.